# Невер
Невер је град у средишњој Француској. Налази се 260 километара југоисточно од Париза. Град има 36.210 становника. Налази се на обали реке Лоаре. Ту се налази и катедрала Светога Сира из 13. века. Осим тога ту је и црква Светога Стефана из 11. века. 
У римско доба Невер се називао Noviodunum или Nevirnum. У доба Хлодовеха ту се налазила бискупија. Гроф од Невера је 1100. учествовао у крсташком рату. Када је изумрла мушка лоза Пјер де Куртено је 1184. дошао у посед Невера.
После тога Невером владају фландријски грофови, па бургундијске војводе, затим клевски грофови и војводе Гонзага. Краљ Француске Франсоа I је 1538. грофовију Невер унапредио у војводство Невер. Карл Гонзага је 1659. продао Невер кардиналу Мазарену. Мазарена наслеђује његов рођак, тако да Невери долазе у посед породице Манчини, чији потомци и данас носе титулу војвода од Невера. 

## Географија

### Клима
| Клима (Невер)              | Клима (Невер) | Клима (Невер) | Клима (Невер) | Клима (Невер) | Клима (Невер) | Клима (Невер) | Клима (Невер) | Клима (Невер) | Клима (Невер) | Клима (Невер) | Клима (Невер) | Клима (Невер) | Клима (Невер)  |
| Показатељ \ Месец          | .Јан.         | .Феб.         | .Мар.         | .Апр.         | .Мај.         | .Јун.         | .Јул.         | .Авг.         | .Сеп.         | .Окт.         | .Нов.         | .Дец.         | .Год.          |
| -------------------------- | ------------- | ------------- | ------------- | ------------- | ------------- | ------------- | ------------- | ------------- | ------------- | ------------- | ------------- | ------------- | -------------- |
| Средњи максимум, °C (°F)   | 6,2 (43,2)    | 8,2 (46,8)    | 11,8 (53,2)   | 14,9 (58,8)   | 18,9 (66)     | 22,2 (72)     | 25,0 (77)     | 24,5 (76,1)   | 21,4 (70,5)   | 16,3 (61,3)   | 10,1 (50,2)   | 7,0 (44,6)    | 15,5 (59,9)    |
| Просек, °C (°F)            | 3,0 (37,4)    | 4,1 (39,4)    | 6,8 (44,2)    | 9,3 (48,7)    | 13,2 (55,8)   | 16,4 (61,5)   | 18,7 (65,7)   | 18,3 (64,9)   | 15,4 (59,7)   | 11,3 (52,3)   | 6,4 (43,5)    | 3,8 (38,8)    | 10,5 (50,9)    |
| Средњи минимум, °C (°F)    | −0,2 (31,6)   | 0,0 (32)      | 1,7 (35,1)    | 3,7 (38,7)    | 7,4 (45,3)    | 10,5 (50,9)   | 12,3 (54,1)   | 12,0 (53,6)   | 9,3 (48,7)    | 6,2 (43,2)    | 2,6 (36,7)    | 0,5 (32,9)    | 5,5 (41,9)     |
| Количина падавина, mm (in) | 66,6 (26,22)  | 60,7 (23,9)   | 59,6 (23,46)  | 55,4 (21,81)  | 89,8 (35,35)  | 66,1 (26,02)  | 53,5 (21,06)  | 70,8 (27,87)  | 71,0 (27,95)  | 68,3 (26,89)  | 69,2 (27,24)  | 73,2 (28,82)  | 804,2 (316,61) |
| [ тражи се извор ]         |               |               |               |               |               |               |               |               |               |               |               |               |                |

## Демографија
| 1962.  | 1968.  | 1975.  | 1982.  | 1990.  | 2011.  |
| ------ | ------ | ------ | ------ | ------ | ------ |
| 39.085 | 42.422 | 45.480 | 43.013 | 41.968 | 36.210 |

## Међународна сарадња
- Кобленц
- Ержебетварош, Будимпешта
- Мантова
- Марбеља
- Сент Олбанс
- Лунд
- Ставруполи
- Асмара
- Сједлице
- Сремска Митровица
- Куртеа де Арђеш
- Тајжоу
- Шарлвил Мезјер
- Хамамет
- Нојбранденбург